# Marie Gutheil-Schoder

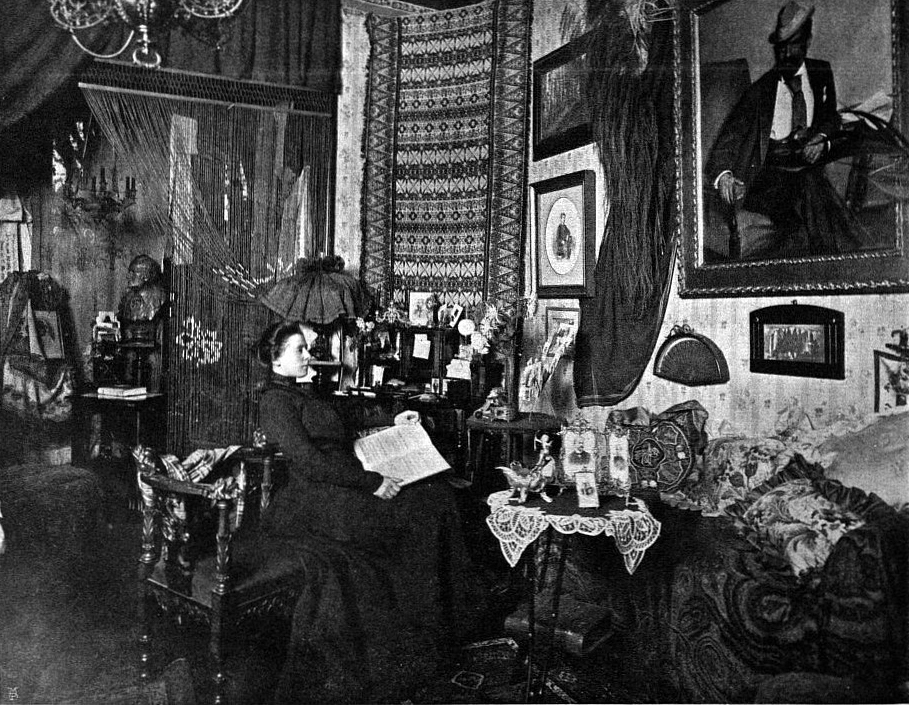
Marie Gutheil-Schoder, dans sa maison Viennoise, 1901

Marie Gutheil-Schoder (16 février 1874 à Weimar - 4 octobre 1935 à Ilmenau) est une soprano allemande.

## Biographie
Marie Schoder est la fille d'un aubergiste de Weimar. Elle étudie à la Hochschule für Musik Franz Liszt Weimar. Elle est également l'élève de Virginia Naumann-Gungl et de Hans von Milde (en) ; elle étudie l'opéra avec Richard Strauss. Elle fait ses débuts dans le rôle secondaire de la première dame de La Flûte enchantée au Théâtre national allemand, dans sa ville natale de Weimar, en 1891 ; elle y connait un succès décisif, en 1895, dans le rôle de Carmen. En 1899, elle chante à Leipzig dans le rôle de Nedda de Pagliacci et Santuzza dans Cavalleria Rusticana ; Mme Fluth dans Les Joyeuses Commères de Windsor à Berlin et Vienne. Elle chante aussi à Darmstadt.
Gustav Mahler l'engage dans la troupe de l'Opéra de la cour impériale et royale de Vienne en 1900, où elle reste jusqu'en 1926. L'un de ses célèbres rôles est une interprétation d'une étrange et nietzschéenne Carmen. Elle chante les opéras de Mozart, Louise, Pelléas et Mélisande, Elektra . Elle créé à Vienne, Salomé, Le Chevalier à la rose , Der Musikant de Julius Bittner, en 1910, Die verschenkte Frau d'Eugen d'Albert en 1912, le rôle de la femme de Potiphar dans la première du ballet de Richard Strauss, La Légende de Joseph en 1914. Elle créé Esmeralda dans la première mondiale de l'opéra Notre-Dame de Franz Schmidt la même année, ainsi que le rôle du musicien spécialement écrit pour elle dans la version de 1916 de Ariane à Naxos.
Elle apparaît comme artiste invitée au Staatsoper Unter den Linden en 1900 et 1923 où elle chante le rôle titre d'Elektra, à l'Opéra d’État de Prague de 1900 à 1906, en 1916  où elle chante le rôle d'Isolde dans Tristan und Isolde, au Théâtre national de Munich de 1909 à 1919, elle apparaît à la Royal Opera House dans le rôle d'Octavian dans Der Rosenkavalier en 1913, à Dresde en 1916, et aussi au théâtre de Bâle en 1917.
Gutheil-Schoder créé le très difficile et seul rôle du monodrame d'Arnold Schönberg, Erwartung, en 1924, à Prague. Au début de la même année, elle interprète  Pierrot lunaire de Schönberg.
Mahler l’appelle « un génie de la musique », et elle est très appréciée en tant que musicienne et cantatrice, même si elle semblait être, comme un critique viennois l'a écrit, « la chanteuse sans voix ».
En 1926, elle fait ses adieux à la scène à Vienne, dans le rôle d'Elektra de Richard Strauss.
Elle chante Lakmé à l'Opéra-Comique le 12 janvier 1927 avec Jeanne Tiphaine comme partenaire.
À la fin de sa carrière, membre d'honneur des opéras de Weimar et de Vienne, elle est chargée par Franz Schalk, directeur de l'opéra de Vienne, de la mise en scène, elle y monte Don Giovanni en 1926, Iphigénie en Aulide de Gluck pour le festival de Salzbourg 1930. Richard Strauss lui confie exclusivement la direction scénique de ses œuvres. Elle monte Elektra en 1933 à l'opéra de Berlin. Elle collabore à la mise en scène de la première française du Chevalier à la rose  à l'Opéra de Paris en 1927. Elle est aussi connue comme professeure de chant, notamment au Mozarteum de Salzbourg, l'une de ses élèves est la mezzo-soprano Risë Stevens.
Elle meurt à l'âge de 61 ans, à Ilmenau en Allemagne.

## Vie privée
Elle épouse, le compositeur de lieder, Gustav Gutheil en 1899, avec qui elle vit jusqu'à sa mort en 1914, puis en second noce  Franz Xaver Setzer (de).

## Répertoire
- Le rôle-titre de Carmen,
- Pamina dans La Flûte enchantée
- Le rôle-titre de Elektra,
- Cherubino dans Les noces de Figaro,
- Donna Elvira dans Don Giovanni
- Octavian dans Der Rosenkavalier,
- Le compositeur dans Ariadne auf Naxos
- Despina dans Così fan tutte,
- Madame Fluth dans Die lustigen Weiber von Windsor d'Otto Nicolai,
- Vénus dans Tannhäuser,
- Elsa dans Lohengrin,
- Katharina dans Der Widerspenstigen Zähmung d'Hermann Goetz,
- La baronne de Der Wildschütz d'Albert Lortzing,
- Maliella de I gioielli della Madonna d'Ermanno Wolf-Ferrari,
- Le rôle-titre de Manon de Massenet,
- Les quatre rôles féminins des Contes d'Hoffmann,
- Le rôle-titre de Louise de Gustave Charpentier
- Le page Urbain dans Les Huguenots de Meyerbeer

## Enregistrements
En 1902, elle enregistre pour Gramophone & Typewriter, à Vienne: Deux extraits de Carmen, une aria de Die lustigen Weiber von Windsor, et des duos de La Dame blanche et des Contes d'Hoffmann.
En 2004, Symposium Records fait un Disque Compact intitulé  Vienna – The Mahler Years avec les deux duos enregistrés de Gutheil-Schoder, avec Franz Naval (de), ainsi que des enregistrements de Selma Kurz, Leo Slezak, Erik Schmedes, Lilli Lehmann, etc.
Sa voix peut être écoutée sur l'album d'anthologie The Record of Singing Volume I (1899-1919)

## Filmographie
- 1924 : Das verbotene Land (de) de Friedrich Feher